# The Rockers
I The Rockers sono stati un tag team di wrestling formato da Shawn Michaels e Marty Jannetty, attivo fra il 1985 e il 1992.

## Storia
Nel 1986 nella American Wrestling Association Shawn Michaels e Marty Jannetty formano un tag team chiamato The Midnight Rockers; il nome del duo deriva dalla fusione di due nomi all'epoca assai popolari nel wrestling americano: i Rock & Roll Express e i Midnight Express, due tra i tag team più prolifici della storia. Un'altra versione sull'origine del nome lo fa derivare dalla canzone Living After Midnight dei Judas Priest. Da ricordare in quel periodo alcuni sanguinosi match dei "Rockers" contro "Playboy" Buddy Rose & Doug Somers.

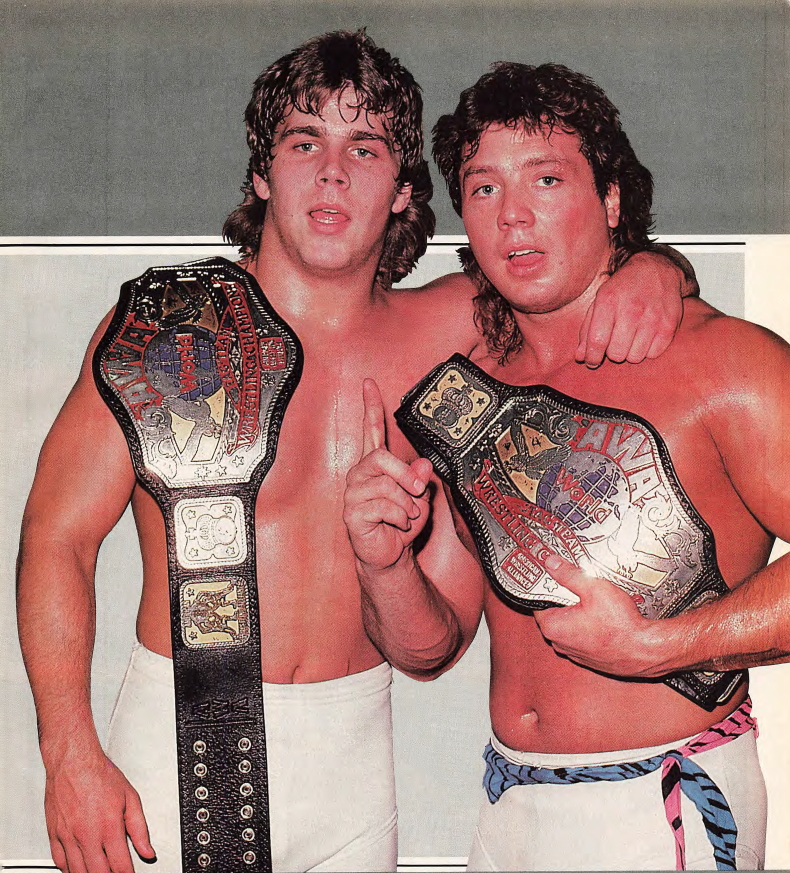
Michaels e Jannetty nel 1987 con le cinture di campioni di coppia AWA

Una promotion concorrente, la World Wrestling Federation, strappa Michaels e Jannetty alla AWA; i primi giorni sono però decisamente travagliati: la WWF li licenzia due settimane dopo a causa di un fraintendimento e li riassunse successivamente. All'arrivo nella nuova federazione assumono il nome The Rockers; diventano uno dei più noti tag team dell'epoca ed introducono nuovi standard nei match di coppia. Nonostante non riescano nell'impresa di aggiudicarsi un titolo (la volta che ci riuscirono il match non fu convalidato a causa di un incidente nel ring) la loro alleanza rimane una delle più celebri dell'intera storia della WWF.
La prima faida li vide di fronte ad un tag team alquanto ostico, come i Brain Busters (Arn Anderson e Tully Blanchard). Gli incontri finiscono quasi sempre a favore di questi ultimi, o vittoria dei Rockers per squalifica. 
A WrestleMania V parteciparono per la prima volta all' evento più  importante della WWE, perdendo contro le Twin Towers (Big Boss Man e Akeem). A Summerslam fecero squadra insieme a Tito Santana in un six tag team match contro Rick Martel ed i Rougeau Brothers. Vinse il trio degli heel con Martel che schienò Jannetty. Ripresero poi la faida con i Brain Busters alle Survivor Series dove i Rockers fecero squadra con Ultimate Warrior e Jim Neidhart contro la Heenan Family, ossia Andrè The Giant, Haku, Arn Anderson e Bobby Heenan(che sostituì Tully Blanchard, squalificato per un controllo antidoping).
Nell'incontro, Jannetty venne schienato da Heenan, mentre Michaels da Anderson. Ad un successivo Saturday Night Main event, Shawn e Marty riportarono l'unica vittoria sui Brain Busters in un best-of-three-falls. 
Seguì WrestleMania VI dove persero contro gli Orient Express. A Saturday Night Main Event affrontano la Hart Foundation per avere un'opportunità, in caso di vittoria, di un match per i titoli di coppia, detenuti dai Demolition. Finì in un doppio no-contest a causa di Ax e Smash che fecero squalificare entrambe le coppie.
La federazione diede ugualmente loro la possibilità di affrontare i Demolition, che per la prima volta, in quell'occasione, si presentarono in tre. Michaels fu schienato da Ax che intervenne per dare sostegno agli suoi compagni in difficoltà. Ebbero poi una faida con Power and Glory, che iniziò quando Paul Roma, non volle liberare il ring per poter far disputare il match che i Rockers dovevano sostenere. Sopraggiunse Hercules Hernandez, che aggredì Michaels e Jannetty alle spalle.
I Rockers affrontarono, perdendo l'incontro a SummerSlam, causa delle continue aggressioni degli avversari su Michaels, che non gli permisero mai di partecipare al match, lasciando Jannetty da solo contro Roma ed Hernandez. Questo servì a giustificare un vero infortunio che Shawn aveva al ginocchio. 
Proseguirono poi la faida alle Survivor Series dove fecero squadra con Jake Roberts e Jimmy Snuka contro, oltre a Power and Glory, Rick Martel e Warlord. Jannetty fu schienato da Martel mentre Michaels da Warlord.

### Controverso WWF Tag Team Championship
Ufficialmente, i Rockers non vinsero mai il titolo WWF Tag Team Championship, ma il 30 ottobre 1990 Jannetty & Michaels sconfissero effettivamente i campioni in carica The Hart Foundation in un Two Out of Three Falls Match a Fort Wayne, Indiana, aggiudicandosi le cinture in maniera pulita. La WWF non riconobbe mai il passaggio dei titoli. Secondo la versione ufficiale, durante il match si ruppe una delle corde sul ring rendendo l'incontro potenzialmente pericoloso per l'incolumità dei wrestler coinvolti, e quindi il risultato dello stesso venne annullato. Tuttavia i Rockers difesero le cinture WWF Tag Team contro i Power and Glory (Paul Roma & Hercules) il 3 novembre 1990. Poco tempo dopo venne deciso di non mandare mai in onda la puntata registrata dove avveniva il passaggio del titolo e che le cinture sarebbero state riconsegnate alla Hart Foundation. Fonti non ufficiali riportano che Jim Neidhart avrebbe dovuto lasciare la WWF e che quindi era stato programmato di far perdere il titolo alla Hart Foundation contro i Rockers, ma in un secondo momento, le due parti trovarono un accordo per il rinnovo e Neidhart venne reintegrato a tutti gli effetti. Nel suo libro autobiografico, Michaels riporta un' altra versione, poi smentita, secondo il quale la Hart Foundation fece pressione sulla dirigenza per conservare le cinture. La dirigenza WWF preferì confermare allora la Hart Foundation come campioni di coppia in carica. I Rockers non furono mai dichiarati campioni ma alcuni estratti del match della vincita dei titoli fu mostrato prima del ritorno di Jannetty in WWF nel 1995. L'incontro è visionabile integralmente sul DVD The Shawn Michaels Story: Heartbreak & Triumph. Poiché non venne mai trasmesso in tv, non esiste telecronaca del match.

### Separazione
Dopo aver battuto gli Orient Express alla Royal Rumble del 1991, iniziarono una serie di incomprensioni sul ring che portarono allo scioglimento del duo l'anno seguente. Tutto ebbe inizio alla Battle Royal di sole coppie per decidere quella sfidante da mandare contro i campioni della Hart Foundation. Nel match, che vedeva l'eliminazione di un tag team mandando fuori dal ring solo uno dei componenti, Michaels colpì accidentalmente Jannetty con un calcio volante e si autoeliminarono. Sembra un caso isolato, visto che a WrestleMania VII batterono Haku e The Barbarian, ed  in seguito i Nasty Boys, campioni di coppia, soltanto per squalifica.
I problemi arrivarono alla fine di quell'anno, dove i Rockers rimediarono sconfitte a causa di incomprensioni tra i due, in match contro Beverly Brothers, Nasty Boys, stavolta senza le cinture, e Natural Disasters. Tra i due il più sofferente è senz'altro Shawn Michaels, che nelle esibizioni contro i lottatori locali toglie sempre più spazio a Marty Jannetty. In una puntata di WWF Superstar Aired fa tutto da solo, senza mai dargli il cambio sul ring, iniziando pure ad avere degli atteggiamenti da heel.
Alle Survivor Series arrivarono ai ferri corti quando Marty colpì il volto del suo compagno di coppia mentre eseguiva una body slam su Jerry Sags. Brian Knobbs lo schienò poi via roll-up. Michaels non la prese bene e mostrò il disappunto dinanzi agli spettatori, nonchè gli avversari che assistettero al litigio fuori dal ring. 
Seguì poi un ultimo match  perso sempre per un malinteso contro i campioni di coppia, i Legion of Doom.
Nel 12 gennaio 1992 si consuma lo split, durante un "The Barber Shop", uno "show nello show" condotto da Brutus "The Barber" Beefcake: Shawn colpisce con un "superkick" il compagno. Poi lo scaglia contro la vetrata del Barber Shop decretando la fine totale del sodalizio con Marty.
È l'inizio di una proficua carriera da singolo di Michaels, che sarà ricca di soddisfazioni.
Agli inizi ad HBK viene affiancata una manager, "Sensational" Sherri Martel. Sempre nel 1992 partecipa alla Royal Rumble ma non porta a casa la vittoria. L'anno successivo vinse l'Intercontinental Championship da "The British Bulldog" Davey Boy Smith. Intraprende una faida con Marty Jannetty in cui dapprima perde il titolo a causa di un' interferenza di Mr. Perfect, ma poi lo riconquista. A seguito della faida Michaels si concentrò su altre sfide per il titolo mentre Jannetty viene relegato nel midcard.

## Nel wrestling

### Mosse finali di coppia
- Elevated splash
- Double diving fist drop
- Rocker-Plex[5]

### Mosse finali in singolo
- Shawn Michaels
  - Sweet Chin Music (Superkick)
- Marty Jannetty
  - Diving fist drop[6][7]
  - Rocker Dropper (Wrist-lock leg drop bulldog)[6]

### Musiche d'ingresso
- Living After Midnight dei Judas Priest (AWA)
- Rock Out di Jimmy Hart e J.J. Maguire (WWF)

## Titoli e riconoscimenti
- American Wrestling Association
  - AWA World Tag Team Championship (2)
- Central States Wrestling
  - NWA Central States Tag Team Championship (1)
- Championship Wrestling Association
  - AWA Southern Tag Team Championship (2)
- Pro Wrestling Illustrated
  - 33º posto nella lista dei migliori 100 tag team durante i "PWI Years" del 2003
- Wrestling Observer Newsletter awards
  - Tag Team of the Year (1989)